# Марин, Эдвин Л.
Эдвин Л. Марин (англ. Edwin L. Marin), полное имя Эдвин Ли Марин (англ. Edwin Lee Marin; 21 февраля 1899 — 2 мая 1951) — американский кинорежиссёр середины XX века.
За свою режиссёрскую карьеру, охватившую период с 1932 по 1951 год, Марин поставил 58 фильмов, среди которых «Поцелуй смерти» (1932), «Рождественский гимн» (1938), «Послушай, дорогая» (1938), «Все поют» (1938), «Агент-невидимка» (1942), «В седле» (1944), «Джонни Эйнджел» (1945), «Ноктюрн» (1946), «Город Эйбилен» (1946), «Уличная гонка» (1948) и «Сражающийся человек с равнины» (1949).
Марин неоднократно работал с такими признанными актёрами, как Реджинальд Оуэн, Джордж Рафт и Рэндольф Скотт.

## Биография
Эдвин Л. Марин родился 21 февраля 1899 года в Джерси-Сити, Нью-Джерси, США. В 1919 году во время учёбы в Пенсильванском университете Марин впервые попал в кино в качестве ассистента режиссёра на студию Paramount-Famous Players Studio на Лонг-Айленде.
В 1926 году Марин переехал в Голливуд, где до 1932 года работал ассистентом режиссёра на студиях «бедного ряда» First National и Tiffany Studios. В 1930—1931 годах Марин был также ассистентом режиссёра на фильмах студий Fox Corporation и Paramount.
В 1932 году Марин стал режиссёром, поставив на Tiffany Studios множество увлекательных детективов, среди которых криминальная комедия с Белой Лугоши «Поцелуй смерти» (1932) и триллер о Шерлоке Холмсе «Этюд в багровых тонах» (1933) с Реджинальом Оуэном в роли знаменитого сыщика. 1934 году он поставил на студии Universal Pictures детективы "Бомбейская почта» (1934) с Эдмундом Лоу и «Дело Кросби» (1934) с Онслоу Стивенсом, а также на студии Metro-Goldwyn-Mayer мелодрамы «Секвойя» (1934) с Джин Паркер и «Парижская интерлюдия» (1934) с Отто Крюгером и Робертом Янгом.

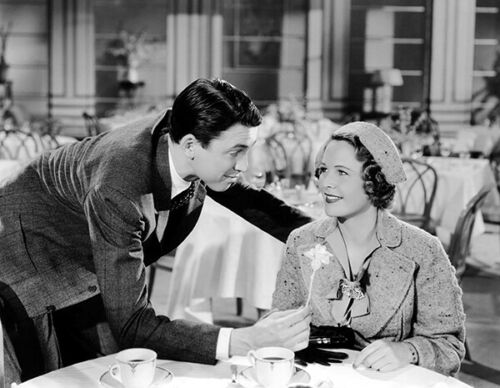
Джеймс Стюарт и Венди Барри в фильме «Скорость» (1936)

С 1934 по 1941 год Марин работал по контракту на студии MGM. В 1935—1936 годах он поставил в подразделении фильмов категории В два фильма о частном детективе-любителе Фило Вэнсе «Дело об убийстве в казино» (1935) с Полом Лукасом и «Дело об убийстве в саду» (1936) с Эдмундом Лоу, а также детектив «Убийство в полночь» (1936) с участием Честера Морриса.
Кроме того, вскоре вышли такие картины Марина, как- романтический экшн «Скорость» (1936) с Джеймсом Стюартоми, криминальная мелодрама «Заклятый враг» (1936) с Честером Моррисом и комедия «Поженились до завтрака» (1937) с Робертом Янгом. В итоге Марину удалось подняться по голливудской лестнице, и в 1938 году MGM доверила ему престижную постановку сказочной истории «Рождественский гимн» (1938) по Чарльзу Диккенсу с Реджинальдом Оуэном, заменившим в роли мистера Скруджа заболевшего Лайонела Бэрримора. Картина стала хитом как у критики, так и в финансовом плане.
В общей сложности Марин поставил шесть фильмов с участием актёра Реджинальда Оуэна. Помимо уже упоминавшихся фильмов «Этюд в багровых тонах» (1933) и «Рождественский гимн» (1938), они работали вместе над фильмами «Все поют» (1938), «Быстрый и свободный» (1939), «Флориан» (1940) и «Тарарам» (1940).

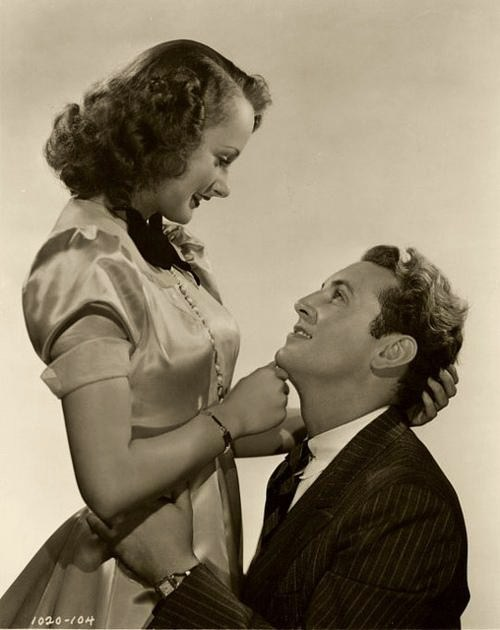
Линн Карвер и Аллан Джонс в фильме «Все поют» (1938)

В 1938 году у Марина помимо музыкальной комедии «Все поют» (1938) с Алланом Джонсом и Джуди Гарланд в главных ролях вышла также семейная комедия «Послушай, дорогая» (1938), в которой сыграли Фредди Батоломью, Гарланд, Мэри Астор и Уолтер Пиджон. Лента «Быстрый и свободный» (1939) была достаточно успешной криминальной комедией с Робертом Монтгомери и Розалинд Расселл в главных ролях, а «Флориан» (1940) — мелодрамой о жеребце с Робертом Янгом в главной роли.
В период c 1939 по 1941 год Марин поставил цикл из четырёх комедийных мелодрам о простой девушке по имени Мейзи, которая оказывается в различных жизненных ситуациях — «Мейзи» (1939), «Мейзи и Золотая лихорадка» (1940), «Мейзи была леди» (1941) и «Мейзи и ринг» (1941). Благодаря популярности этих фильмов у зрителей заглавная роль Мейзи сделала актрису Энн Сотерн звездой.
Начиная с 1941 года, Марин работал как фрилансер на студиях Universal и RKO Pictures. Поставленный на студии Universal, слегка ироничный фантастический фильм «Агент-невидимка» (1942) рассказывал о внуке Человека-невидимки, который использует формулу своего деда, чтобы незаметно вести шпионскую деятельность в нацистской Германии. В роли врагов в фильме снялись такие известные актёры, как Питер Лорре и Седрик Хардвик. В 1942 году Марин также поставил на студии Эдварда Смолла достаточно успешную романтическую комедию с Ширли Темпл «Мисс Энни Руни» (1942), а также криминальную мелодраму с Брайаном Донлеви «Человек в темноте» (1942).

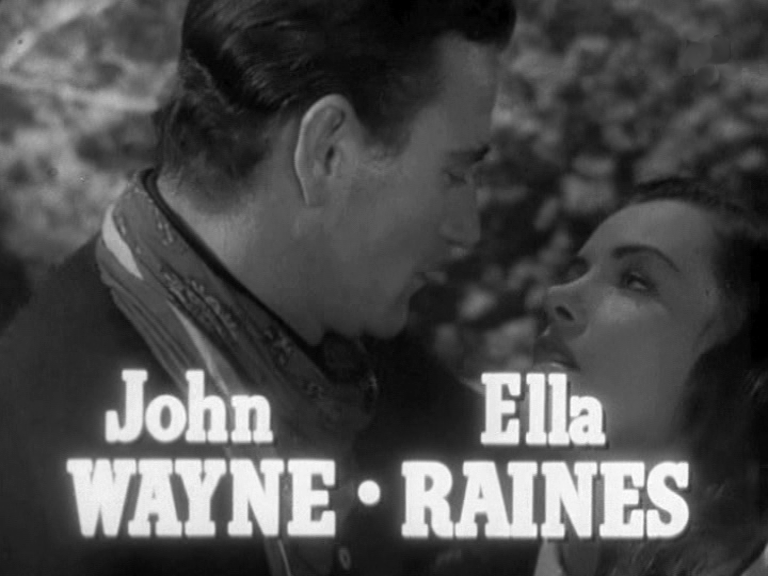
Джон Уэйн и Элла Рейнс в трейлере фильма «В седле» (1944)

В дальнейшем, как отмечает Эриксон, «Марин преуспел в постановке быстрых вестернов, первым и лучшим среди которых» был «В седле» (1944) с Джоном Уэйном в главной роли, который вышел на студии RKO Radio Pictures. Как написал о фильме в «Нью-Йорк таймс» кинокритик Томас Прайор, «мистеру Уэйну приходится продираться через каждый дюйм этого фильма, сражаясь с крутыми бандитами, продажным судьёй, бесконечными конокрадами и владельцем ранчо, который любит пострелять. Даже Элла Рейнс посылает несколько пуль, просвистевших в опасной близости от головы нашего героя … Попав в серьёзные неприятности, мистер Уэйн за восемьдесят семь шумных минут одолевает своих противников, находит убийцу своего кузена и получает мисс Рейнс, которая мурлычет в его объятиях. Воспринимайте фильм таким какой он есть — как зажигательный старомодный вестерн, и всё будет в порядке».
После выхода этой картины, в ноябре 1944 года Марин подписал двухлетний контракт с RKO Pictures на постановку двух фильмов в год. Его первым фильмом стал фильм нуар «Джонни Эйнджел» (1945) с Джорджем Рафтом в главной роли, «который стал хитом». Фильм рассказывает историю морского капитана из Нового Орлеана Джонни Эйнджела (Джордж Рафт), который расследует сначала исчезновение, а затем и убийство своего отца-капитана и всей его команды, раскрывая группу преступников, похитивших с корабля отца золотые слитки на сумму пять миллионов долларов. После выхода картины журнал Variety назвал её «очередным вкладом в, видимо, бесконечную серию произведений о морских интригах с убийством и чувственной страстью». По мнению журнала, «фильм медленный и тяжёлый, с плохим сюжетным развитием», а его актёры «как будто сбежали из гастрольной труппы, которая ставит морские истории Джека Лондона или что-то из Хэмингуэя». Современные критики оценивают картины в основном позитивно. Так, по мнению современного кинокритика Спесера Селби это «стильный фильм, который силён своим настроением и атмосферой», а Дэвид Хоган охарактеризовал картину как «небольшой, но небезынтересный нуаровый детектив». Хоган также отметил, что «квалифицированный режиссёр Марин удачно сработался с Рафтом, негибким, но захватывающим актёром, который специализировался на прямолинейной мелодраме и редко работал в нуаре». По мнению журнала TimeOut, в «действительно очень нуаровом мире этого фильма… пасторальная идиллия попахивает клаустрофобией и безумием,… мужчины борются с вздымающимися тенями своих отцов, женщины опасно загадочны, а доки Нового Орлеана сияют в рассеянном свете единственного уличного фонаря». Деннис Шварц подчёркивает, что в фильме рассказывается «знакомая нуаровая история о мести за убийство любимого человека, о роковой женщине, толкающей мужчину на преступные поступки, и о двух мужчинах, ведущих борьбу на фоне гигантских теней своих отцов». Шварц обращает внимание на то, что «Рафт придаёт истории необходимую энергию», а Марин ставит фильм в быстром темпе, усиливая его с помощью «искусного применения нуаровых приёмов». И хотя, по мнению критика, фильму не «хватает неожиданности», тем не менее, «он оказался достаточно хорош, чтобы стать кассовым хитом». Хотя студия RKO Pictures рассматривала этот фильм как работу второго порядка, он, по словам Эриксона, «неожиданно стал хитом, принеся прибыль в 1,192,000 долларов».
Год спустя вышел второй совместный фильм нуар Марина и Рафта «Ноктюрн» (1946), в котором актёр сыграл детектива полиции, который, игнорируя указания руководства, ведёт собственное расследование убийства популярного композитора и сердцееда, выходя на нескольких подозреваемых, в одну из которых (Линн Бари) в итоге влюбляется. После выхода картины журнал Variety дал ей высокую оценку, написав, что «это детективный триллер с жёсткой атмосферой, множеством экшна и саспенса, которые обеспечивает режиссура Марина». Хотя, по мнению автора рецензии, «существует некоторая неясность относительно того, как увязаны между собой все нити повествования, однако это, по всей видимости, вызвано сокращениями в связи с необходимостью уложить фильм в сжатые 86 минут времени». Современный историк кино Фрэнк Миллер подчёркивает, что фильм «добился неожиданного успеха, заработав более полумиллиона долларов во время первого выхода на экраны», что было достигнуто «благодаря атмосферной и мрачной режиссуре, мастерству продюсера и группе крепких актёров категории В». Адам Брегман назвал картину «быстрым, забавным, но местами клишированным нуаром», а Спенсер Селби охарактеризовал его как «интересный и острый фильм поиска правды главным героем, сочетающий в себе характерные для нуара условности и образы». По мнению Хогана, это «недооценённый фильм Марина», в котором «поглощенность героя женским образом, конечно, взята прямо из „Лоры“».
Как отмечает Эриксон, «Марин был одним из немногих режиссёров, которых пережил три картины с взрывоопасным Джорджем Рафтом». В действительности, Марин и Рафт сделали вместе шесть картин, Помимо «Джонни Эйнджела» и «Ноктюрна» это также фильмы «Мистер Эйс» (1946), «Рождественский сочельник» (1947), «Интрига» (1947) и «Уличная гонка» (1948).
В мелодраме «Мистер Эйс» (1946) Рафт играет гангстера, который влюбляется в богатую конгрессвумен (Сильвия Сидни), после чего исправляется и помогает ей выиграть губернаторские выборы. В комедии «Рождественский сочельник» (1947) Рафт сыграл одного из трёх непутёвых сыновей, который претендует на наследство своей приёмной матери (Энн Хардинг). В фильме сыграли также такие известные актёры, как Джордж Брент, Рэндольф Скотт и Джоан Блонделл. В криминальной мелодраме «Интрига» (1947) Рафт сыграл уволенного со службы в ВВС пилота, который в Шанхае становится генгстером. Однако из любви к социальному работнику (Хелена Картер) разоблачает босса всей криминальной сети (Джун Хэвок) и раздаёт контрабандные товары нуждающимся.
Фильм «Уличная гонка» (1948) рассказывает о Дэне Гэннине (Джордж Рафт), владельце подпольной букмекерской сети в Сан-Франциско, который решает жениться на красавице Робби (Мэрилин Максвелл) и уйти из бизнеса. Однако, когда гангстеры с Восточного побережья убивают его коллегу и друга и попытаются забрать его бизнес, Дэн, несмотря на предупреждение своего друга, лейтенанта полиции Барни Рэнсона (Уильям Бендикс), вступает с ними в смертельную схватку. После выхода фильма на экраны кинообозреватель «Нью-Йорк Таймс» Томас Прайор назвал его «стандартной мелодрамой», в которой «Рафт играет стандартного крупного букмекера, которому угрожают стандартные рэкетиры». По мнению критика, «всё в этом унылом упражнении в насилии шаблонно, удручающе незрело и скучно». Как отмечает Прайор, «даже несмотря на профессионализм в постановке картины, вся энергия полностью растрачивается впустую на низкопробную рутинную историю». По мнению современного историка кино Майкла Кини, несмотря на хорошую игру Рафта и Бендикса, «это лишь чуть более чем средний криминальный нуар с несколькими хорошими сценами драк, вставленными для поддержания интереса к картине». Андреа Пассафиуме отмечает, что эта «жёсткая криминальная драма типична для посредственных криминальных драм, которые Рафт делал в конце 1940-х годов и позднее, однако в ней всё-таки есть несколько интересных моментов». Кинообозреватель Пол Мэвис полагает, что «это, конечно, не нуар высшего класса. Фильм содержит все внешние требования, необходимые для стильного маленького нуара». Фильм «движется достаточно достойно с несколькими энергичными репликами и жестокими сценами, что обеспечивает ему определённый интерес вплоть до предсказуемого финала». Как указывает критик, «Марин делает всё довольно просто и прямо на протяжении всего фильма, при этом придерживая некоторые интересные моменты для ключевых сцен».

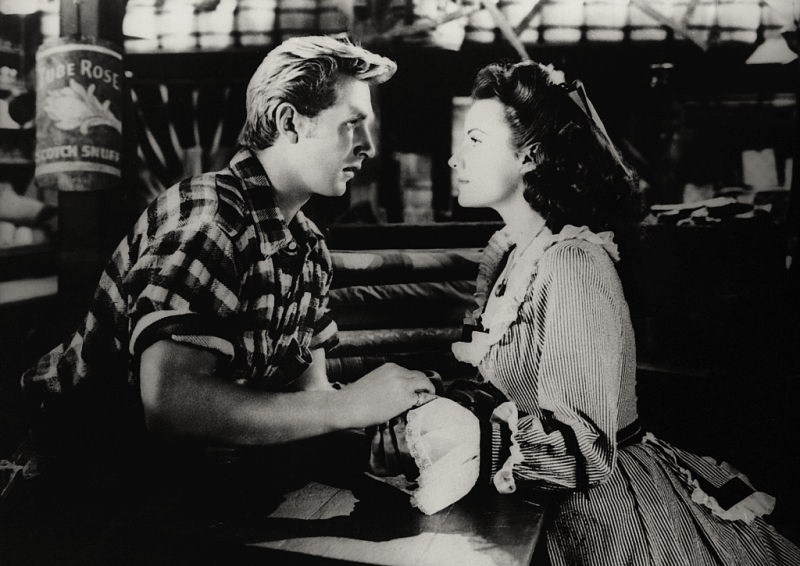
Кадр из трейлера фильма «Город Эбилин» (1946)

В 1946 году Марина впервые снял звезду вестернов Рэндольфа Скотта в вестерне «Город Эйбилен» (1946), где были заняты также такие престижные актёры, как Энн Дворак, Эдгар Бьюканен и Ронда Флеминг. А начиная с 1949 года, и вплоть до своей смерти в 1951 году Марин главным образом ставил вестерны со Скоттом, которые хорошо принимала как публика, так и критики. В частности, Марин и Скотт сделали вместе фильмы «Канадиан Пасифик» (1949), где партнёршей Скотта была Джейн Уаймен, «Сражающийся человек равнин» (1949) с Биллом Уильямсом, «Кольт сорок пятого калибра» (1950) с Рут Роман и Закари Скоттом, «Тропа Карибу» (1950), «Форт Уорт» (1951) с Дэвидом Брайаном, Филлис Такстер и Хеленой Картер, а также «Шугарфут» (1951) с Адель Джергенс и Рэймондом Мэсси. Два последних фильма вышли на экран уже после смерти режиссёра.

## Личная жизнь
С 1940 года вплоть до своей смерти в 1951 году Марин был женат на актрисе Энн Моррисс, у пары было трое детей — Деннис Энтони, Риз Эндрю и Рэнди Александра.

## Смерть
Эдвин Л. Марин умер 2 мая 1951 года в больнице Лос-Анджелеса после трёхнедельной болезни в возрасте 52 лет.

## Фильмография
- 1930 — Женщины повсюду / Women Everywhere — помощник режиссёра
- 1931 — Девушки требуют возбуждения / Girls Demand Excitement — помощник режиссёра (в титрах не указан)
- 1932 — Сломанное крыло / The Broken Wing — помощник режиссёра (в титрах не указан)
- 1932 — Последняя миля / The Last Mile — помощник режиссёра (в титрах не указан)
- 1932 — Неискренние лица / False Faces- помощник режиссёра (в титрах не указан)
- 1932 — Поцелуй смерти / The Death Kiss — режиссёр
- 1933 — Мститель / The Avenger — режиссёр
- 1933 — Этюд в багровых тонах / A Study in Scarlet- режиссёр
- 1933 — Возлюбленная из Сигма Чи / The Sweetheart of Sigma Chi- режиссёр
- 1934 — Романы джентльмена / Affairs of a Gentleman- режиссёр
- 1934 — Бомбейская почта / Bombay Mail- режиссёр
- 1934 — Дело Кросби / The Crosby Case- режиссёр
- 1934 — Парижская интерлюдия / Paris Interlude- режиссёр
- 1934 — Секвойя / Sequoia- режиссёр
- 1935 — Дело об убийстве в казино / The Casino Murder Case — режиссёр
- 1935 — Погоня / Pursuit — режиссёр
- 1936 — Всеамериканский болван / All American Chump — режиссёр
- 1936 — Дело об убийстве в саду / The Garden Murder Case — режиссёр
- 1936 — Я бы отдал свою жизнь / I’d Give My Life — режиссёр
- 1936 — Убийство в полночь / Moonlight Murder — режиссёр
- 1936 — Скорость / Speed — режиссёр
- 1936 — Заклятый враг / Sworn Enemy — режиссёр
- 1937 — Человек из народа / Man of the People — режиссёр
- 1937 — Женаты до завтрака / Married Before Breakfast — режиссёр
- 1938 — Чеканщик / The Chaser — режиссёр
- 1938 — Рождественский гимн / A Christmas Carol — режиссёр
- 1938 — Поют все / Everybody Sing — режиссёр
- 1938 — Держи этот поцелуй / Hold That Kiss — режиссёр
- 1938 — Послушай, дорогая / Listen, Darling — режиссёр
- 1938 -Разговор у камина с Лайонелом Бэрримором / A Fireside Chat with Lionel Barrymore — режиссёр (Короткометражный фильм)
- 1939 — Быстрый и свободный / Fast and Loose — режиссёр
- 1939 — Генри едет в Аризону / Henry Goes Arizona — режиссёр
- 1939 — Мэйзи / Maisie — режиссёр
- 1939 — Адвокат из общества / Society Lawyer — режиссёр
- 1940 — Флориан / Florian — режиссёр
- 1940 — Мэйзи и Золотая лихорадка / Gold Rush Maisie — режиссёр
- 1940 — Тарарам / Hullabaloo — режиссёр
- 1941 — Мэйзи была леди / Maisie Was a Lady — режиссёр
- 1941 — Парижский запрос / Paris Calling — режиссёр
- 1941 — Мэйзи на ринге / Ringside Maisie — режиссёр
- 1942 — Джентльмен ночью / A Gentleman After Dark — режиссёр
- 1942 — Агент-невидимка / Invisible Agent — режиссёр
- 1942 — Мисс Анни Руни / Miss Annie Rooney — режиссёр
- 1943 — Два билета в Лондон / Two Tickets to London — режиссёр, продюсер
- 1944 — Шоу-бизнес / Show Business — режиссёр
- 1944 — В седле / Tall in the Saddle — режиссёр
- 1945 — Джонни Эйнджел / Johnny Angel — режиссёр
- 1945 — Город Эйбилен / Abilene Town — режиссёр
- 1946 — Леди Удача / Lady Luck — режиссёр
- 1946 — Мистер Эйс / Mr. Ace — режиссёр
- 1946 — Ноктюрн / Nocturne — режиссёр
- 1946 — Молодая вдова / Young Widow — режиссёр
- 1947 — Рождественский сочельник / Christmas Eve — режиссёр
- 1947 — Интрига / Intrigue — режиссёр
- 1948 — Уличная гонка / Race Street — режиссёр
- 1949 — Канадиан Пасифик / Canadian Pacific — режиссёр
- 1949 — Сражающийся человек с равнины / Fighting Man of the Plains — режиссёр
- 1949 — Братья Йонгеры / The Younger Brothers — режиссёр
- 1950 — Тропа Карибу / The Cariboo Trail — режиссёр
- 1950 — Кольт сорок пятого калибра / Colt .45 — режиссёр
- 1951 — Форт Уорт / Fort Worth — режиссёр
- 1951 — Перевал Ратон(/ Raton Pass — режиссёр
- 1951 — Шугарфут / Sugarfoot — режиссёр